# Anywhere but Here (álbum de Mayday Parade)
Anywhere but Here es el segundo álbum de estudio de la banda estadounidense de pop punk Mayday Parade, siendo lanzado el 6 de octubre de 2009 a través de Atlantic Records. La producción del álbum estuvo a cargo del productor David Bendeth. "The Silence" fue lanzado como sencillo en agosto y fue seguido por Anywhere but Here, lanzado a través de Fearless Records, un par de meses después. "Kids in Love" se lanzó como sencillo en mayo de 2010. "Anywhere but Here" se lanzó como sencillo en septiembre.

## Lista de canciones
1. "Kids in Love" – 3:36
2. "Anywhere But Here" – 3:09
3. "The Silence" – 3:35
4. "Still Breathing" – 3:52
5. "Bruised and Scarred" – 3:23
6. "If You Can't Live Without Me, Why Aren't You Dead Yet?" – 3:38
7. "Save Your Heart" – 3:42
8. "Get Up" – 3:03
9. "Center of Attention" – 3:01
10. "I Swear This Time I Mean It" – 4:01
11. "The End" – 3:37

Bonus tracks
1. "So Far Away" – 4:38
2. "The Memory" – 4:10

## Posiconamiento en lista
| Lista (2009)                      | Posiciones |
| --------------------------------- | ---------- |
| U.S. Billboard 200                | 31         |
| U.S. Billboard Alternative Albums | 8          |
| U.S. Billboard Digital Albums     | 12         |
| U.S. Billboard Top Rock Albums    | 12         |

## Personal
Mayday Parade
- Derek Sanders - voz principal
- Alex García - guitarra principal
- Brooks Betts - guitarra rítmica
- Jeremy Lenzo - bajo, coros
- Jake Bundrick - batería, coros